# FLARM

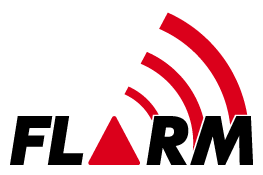
FLARM-Logo

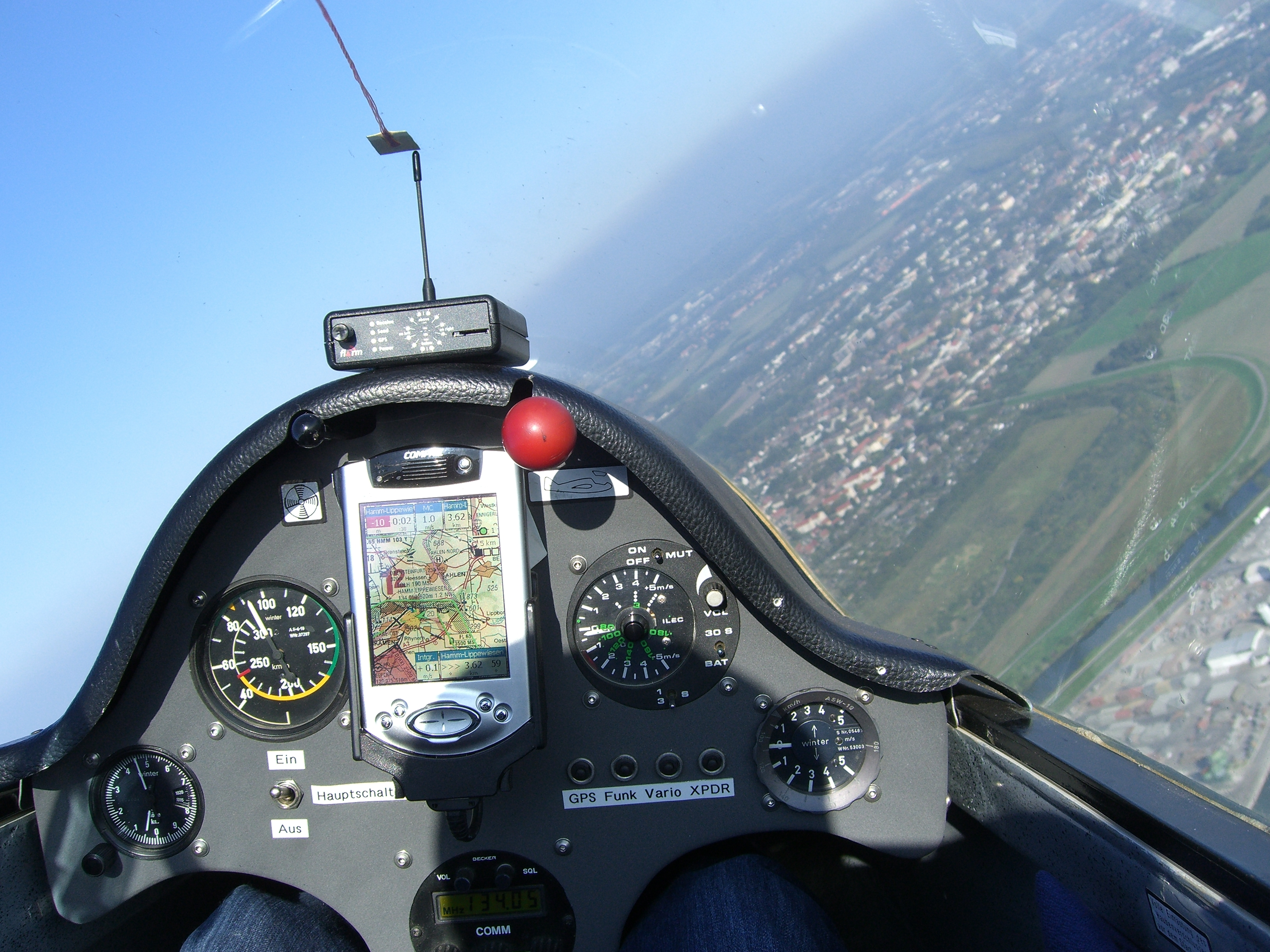
Instrumentenbrett einer ASW 19 mit PDA-Navigation und FLARM-Kollisionswarngerät

FLARM ist ein in Leichtflugzeugen eingesetztes Kollisionswarngerät (engl. Portable Collision Avoidance System), das in der Schweiz ursprünglich für den Segelflug entwickelt wurde und in kurzer Zeit weltweite Beachtung und Verbreitung erfuhr. Es hat die Größe einer Zigarettenschachtel und umfasst im Wesentlichen einen GPS-Empfänger und ein digitales Funkmodul, bestehend aus einem Sender, der u. a. die aktuelle Position des Geräts im Nahbereich (einige Kilometer) anderen FLARMs übermittelt, und einem zugehörigen Empfänger. Dabei erfolgt die Datenübertragung auf einer konfigurierbaren Frequenz (in Europa 868,2 und 868,4 MHz).

## Entwicklung

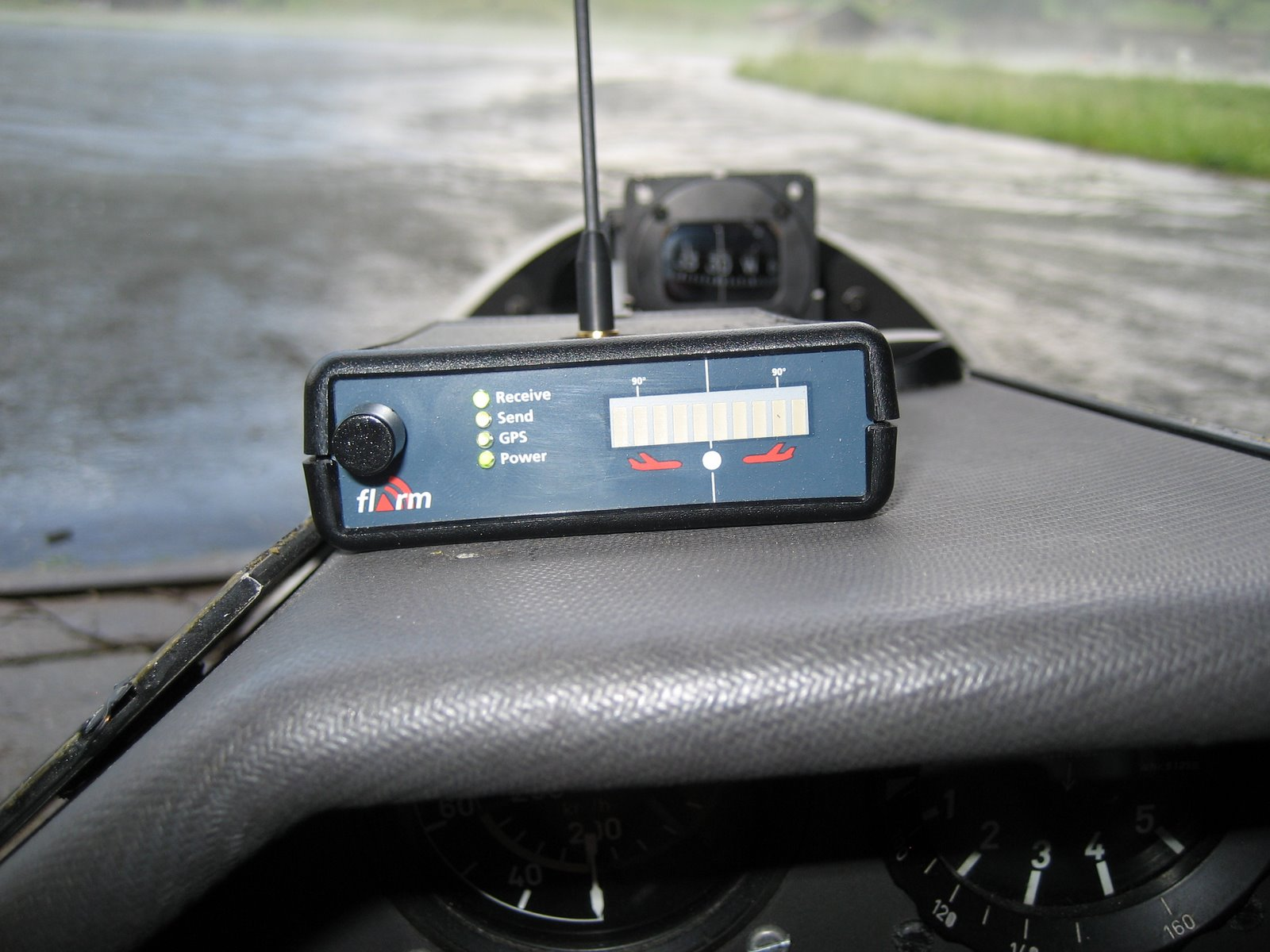
FLARM der ersten Generation mit eingeschränkter Anzeige

Drei Segelflieger aus der Schweiz – Urs Rothacher, Andrea Schlapbach und Urban Mäder – haben FLARM basierend auf einem Patent des französischen öffentlichen Forschungsunternehmens ONERA entwickelt und Anfang 2004 als Gerät auf den Markt gebracht. Anstoß zur Entwicklung gaben mehrere tödliche Kollisionen zwischen Segelflugzeugen und die Erkenntnis, dass eine lückenlose visuelle Luftraumüberwachung grundsätzlich nicht möglich ist. Behörden unterstützten das Projekt, indem sie recht unbürokratisch eine Funkfrequenz freigaben. Schweizer Segelflugvereine zeichneten noch während der Entwicklungsphase Optionen und leisteten Anzahlungen und sorgten so für die finanzielle Basis des Projekts.
Die Erfinder erhielten 2006 den OSTIV-Preis. Die OSTIV (Organisation Scientifique et Technique de Vol a Voile) verleiht den Preis alle zwei Jahre an Wissenschaftler, die für die Entwicklung des Segelfluges Besonderes geleistet haben.
2007 erhielten sie die mit 20.000 US-Dollar dotierte Auszeichnung für Sicherheitstechnik des Prince Alvaro de Orleans-Borbon Fund. Mit dem Prince Alvaro de Orleans-Borbon Fund werden technische Entwicklungen im Luftsport ausgezeichnet. Der Stifter hat die Fédération Aéronautique Internationale (FAI), den Weltluftsportverband, gebeten, die Preisträger auszuwählen.

## Funktion
Die Anzeige des FLARMs zeigt benachbarte Flugzeuge nach der Priorität der gefährlichsten Annäherung an und unterstützt damit die Luftraumbeobachtung. Besonders auf den vielbeflogenen Strecken wie dem Parcours in den französischen Seealpen, der Schwäbischen Alb, dem Thüringer oder Teutoburger Wald in Deutschland, dem Schweizer Jura oder dem Pinzgauer Spaziergang in Österreich ist das Gerät eine effektive Hilfe zur Vermeidung von Kollisionen. Aber auch im Flachland, wo man sich oft allein wähnt, ist FLARM mittlerweile sehr verbreitet.
Der Segelflug stellt Kollisionswarnsysteme vor ein Problem: Im Segelflug wird oft ganz bewusst und gewollt sehr eng beieinander geflogen, z. B. beim gemeinsamen Kreisen im gleichen Aufwind oder beim parallelen Vorfliegen. Ein Kollisionswarnsystem, das alleine auf den Abstand zwischen zwei Flugzeugen reagiert, würde in diesen Situationen ständig Alarm schlagen und wäre darum für den Segelflug völlig unbrauchbar. FLARM löst dieses Problem so, dass es nicht nur die eigene (per GPS festgestellte) Position aussendet, sondern zusätzlich den voraussichtlichen künftigen Flugweg berechnet und mit übermittelt. Dabei kann die Software segelflugtypische Flugzustände wie Thermikkreisen erkennen. Das FLARM im zweiten Flugzeug macht für sich dasselbe und bestimmt dann nicht nur den Abstand der Flugzeuge, sondern versucht auch festzustellen, ob die beiden vorausberechneten künftigen Flugwege auf Kollisionskurs sind. Nur wenn das der Fall ist, schlägt es akustisch und mit einer LED-Kompassrose, die in Richtung des anderen Flugzeugs zeigt, Alarm. Die erste Warnung erfolgt in der Regel 18 Sekunden vor dem Zusammenstoß – dem Piloten bleibt so Zeit zu reagieren. Außerdem ist es möglich, dass das FLARM-Gerät immer das nächste mit FLARM ausgestattete Flugzeug auf der Anzeige darstellt.
Seit 2005 kann FLARM den Flugweg im IGC-Format aufzeichnen und hat für die Barometeraufzeichnung zusätzlich eine Drucksonde erhalten. Im Frühjahr 2008 hat das FLARM die IGC-Zulassung erhalten. Ein Motorsensor für Motorsegler kann ebenfalls in diesem Zusammenhang eingebaut werden. Alle FLARM-Geräte ab Baujahr 2005 können mit IGC-Zulassung und Motorsensor nachgerüstet und somit als Logger verwendet werden. Ab der dritten Hardware-Generation besteht die Möglichkeit, die Loggerdaten per eingebautem microSD-Speicherkartenlesegerät zu entnehmen und neue Firmware-Versionen einzuspielen.
Auf der AERO 2010 in Friedrichshafen wurde das primär für Motorflieger ausgelegte PowerFlarm vorgestellt, welches neben den FLARM Funktionen auch als Passives TCAS fungiert und somit auch vor mit Mode S-, Mode A/C- sowie ADS-B-fähigen Transpondern ausgerüstetem Flugverkehr warnen kann. Es werden sowohl Geräte mit eigenem Display, welche die sich annähernden Flugzeuge grafisch darstellen, als auch Einbauvarianten, welche die Verkehrsdaten zur Darstellung an das Navigationsdisplay eines MFD weitergeben, angeboten.

## Anzeige

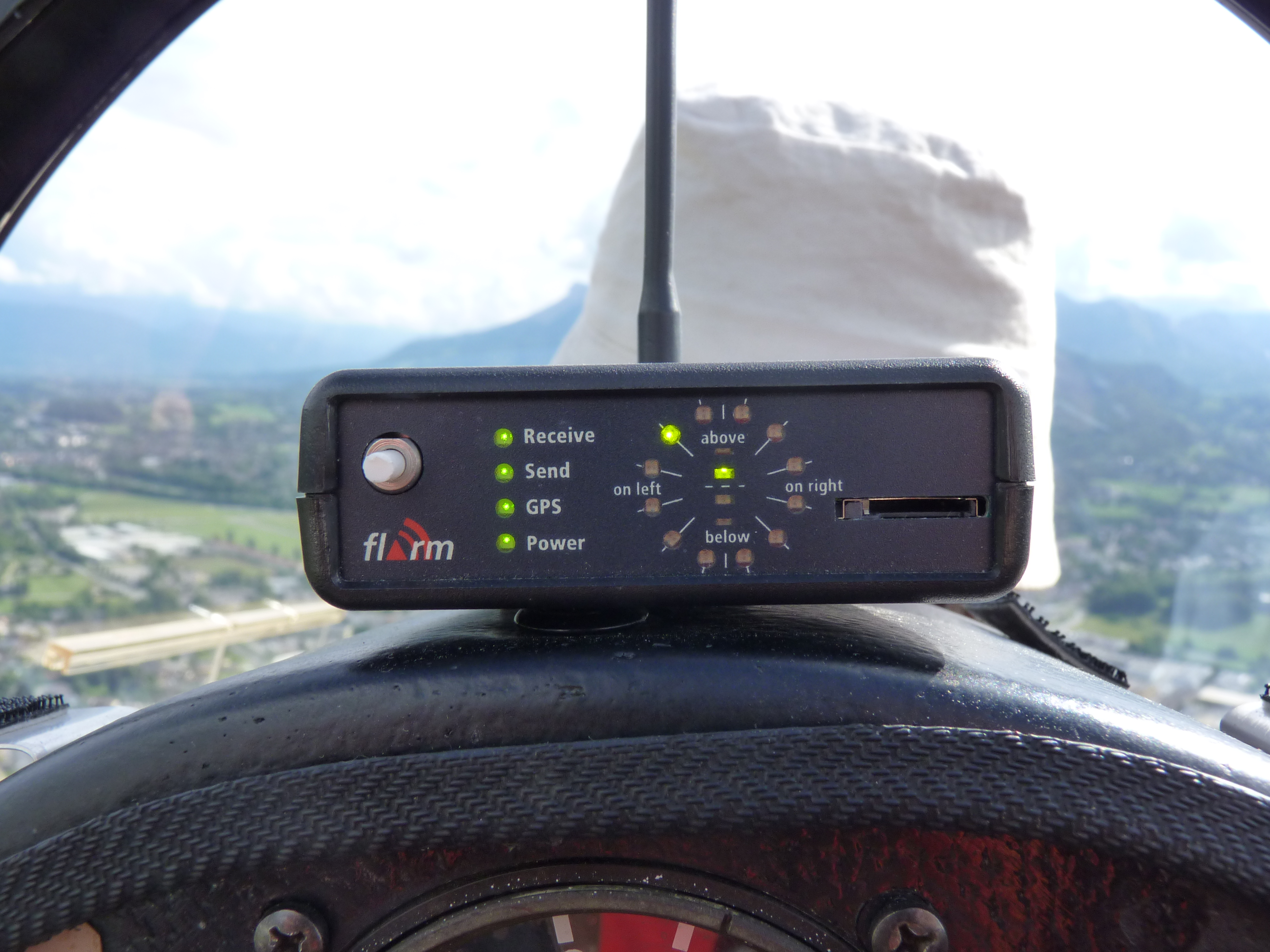
FLARM in Aktion: Angezeigt wird eine Annäherung von vorne links (LED auf Kompassrose) und leicht oberhalb (LED "above") der eigenen Flughöhe. Rechts neben der Kompassrose ist der Schlitz zur Aufnahme der microSD-Speicherkarte zu erkennen.

In den ersten beiden Versionen war die Darstellung der horizontalen Annäherungssituation durch eine waagerechte LED-Reihe umgesetzt. Geräte, die nach dem Frühjahr 2006 ausgeliefert wurden, haben eine kleine LED-Kompassrose. Ab 2005 wurde die Höhe des „Kollisionspartners“ über vier vertikal angeordnete LEDs angezeigt, die für oberhalb und unterhalb stehen.
FLARM verfügt über eine serielle Schnittstelle, über die GPS-Daten und (Warn-)Informationen zu identifizierten Flugzeugen im NMEA-0183-Standard ausgegeben werden. Die Hersteller Artronic, Butterfly Avionics, Ediatec und LX Navigation bieten externe Displays an, die anstatt der Anzeige am Hauptgerät verwendet werden können. Außerdem gibt es Geräte, die die Warnungen per Sprache ausgeben.
Die vom FLARM-Gerät bereitgestellten Daten können neben den reinen Kollisionswarnungen auch weitere Warnungen und segelflug-relevante taktische Informationen beinhalten. Außerdem können diese in kompatible Moving-Map-Geräte eingespielt werden und dort zur Anzeige von Flugzeugwarnungen verwendet werden. Möglich ist dies zurzeit mit den graphischen Displays von Butterfly Avionics und LX Navigation und den meisten Moving-Map-Programmen XCSoar, GPS_Log, Sky-Map, SeeyouMobile, pocket*Strepla, Winpilot, Flymap und Skymap.

## Feste Hindernisse
Außer vor anderen mit FLARM ausgerüsteten Flugzeugen warnt das Gerät auch vor festen Hindernissen wie Sendemasten und Seilbahnen sowie anderen offiziell bekannten Luftfahrthindernissen. Zu diesem Zweck ist eine Datenbank im Gerät integriert.

## Verbreitung
FLARM-Geräte sind vor allem bei im Alpenraum eingesetzten Segelflugzeugen innerhalb weniger Jahre zum Quasi-Standard geworden. Auch im Flachland werden immer mehr Segelflugzeuge, Motorsegler, Motorflugzeuge, Hubschrauber und Ultraleichtflugzeuge mit FLARM ausgerüstet. Laut Hersteller sind Ende 2012 alleine in Europa über 22.000 Geräte im Einsatz, davon in Deutschland über 9000. Die Hälfte dieser Geräte stammen von FLARM direkt, die restlichen von Dritten, welche in Lizenz kompatible Geräte herstellen.

## Kompatible Lizenzprodukte
Neben dem Original-FLARM gibt es noch einige weitere kompatible Produkte von anderen Herstellern. Die verschiedenen Produkte sind alle auf demselben FLARM-Kernmodul aufgebaut, um eine maximale Kompatibilität zwischen den Geräten sicherzustellen.
EDIATec GmbH bietet seit 2006 ein FLARM-kompatibles Gerät für die Montage im Instrumentenbrett an. Das ECW100 ist ein Rundinstrument mit 57 mm Durchmesser und vereint alle FLARM-Funktionen mit der bewährten Rundanzeige von EDIATec in einem Gerät. ECW100 verfügt zudem über eine Distanzanzeige, einen Intercomanschluss und eine SD-Karte.
Ein anderer Hersteller, Triadis aus der Schweiz, hat für Hubschrauber und Motorflugzeuge ein Gerät namens Floice entwickelt; dies ist unter anderem in den Hubschraubern der Schweizerischen Rettungsflugwacht eingebaut.
LX Navigation bzw. LXNAV bietet bei den aktuellen Streckenflugrechnern eine Integration von FLARM an, außerdem gibt es Einzelgeräte wie Colibri FLARM, Red Box und LX FLARM Mini.
Der schweizerische Altivariohersteller Flytec bietet ein „Passiv-FLARM-Modul“ für seine Modelle 6020 und 6030 an: Gleitschirm- und Drachenpiloten können so von FLARM-ausgerüsteten Flugzeugen „gesehen“ werden. Das Passivmodul kann aber nicht den Gleitschirmpiloten über die Richtung des „Kollisionspartners“ unterrichten, daher die Bezeichnung „Passiv“.
Der Deutsche Altivariohersteller Skytraxx bietet seit 2017 ein passives FLARM-Modul für seine Modelle ab 2.0 und hatte einen separat erhältlichen FLARM-Beacon im Sortiment.
Der Schweizerische Altivariohersteller XC Tracer hat FLARM in sein Modell XC Tracer Maxx eingebaut.

## FLARM und ADS-B
FLARM ist eine Umsetzung von ADS-B, optimiert für die Anforderungen der Kleinluftfahrt. Für die kommerzielle Luftfahrt bestehen verschiedene ADS-B-Systeme, von denen sich bis jetzt kein System global durchsetzen konnte. Es sind dies VDL Mode-4, Mode-S Extended Squitter („ES“) und UAT.
Von den Firmen Funkwerk Avionics und Garrecht Avionik gibt es einen ADS-B-Empfänger mit einer FLARM-kompatiblen Schnittstelle. Dabei empfängt dieses Gerät ADS-B-Signale mit den Positionen von entsprechend ausgerüsteten Flugzeugen und generiert daraus FLARM-typische NMEA-Datensätze. Die Positionen der mit ADS-B und FLARM ausgestatteten Flugzeuge lassen sich so auf einem gemeinsamen Display darstellen. ADS-B-Signale werden zurzeit[Stand?] von etwa 85 % aller Verkehrsflugzeuge ausgesendet (in Europa Pflicht seit 2017). In der Allgemeinen Luftfahrt ist das System noch nicht etabliert, jedoch kann mit wenig Aufwand jeder gängige Mode-S-Transponder mit einem GPS-Empfänger ausgerüstet werden, um so ADS-B zu senden.

## FLARM und SAR (Search and Rescue)
Eine interessante Nebenverwendung liegt in der Suche von vermissten Flugzeugen und Hängegleiterpiloten. Da Begegnungen mit anderen FLARM-bestückten Luftfahrzeugen im IGC-Log gespeichert werden, können die Aufzeichnungen von Luftfahrzeugen, die sich in der Nähe eines vermissten Luftfahrzeuges befunden haben dazu verwendet werden, Rückschlüsse auf dessen Flugweg zu ziehen.

## FLARM und TBS Crossfire
Im Juli 2017 veröffentlichte das Unternehmen Team Blacksheep ein Softwareupdate, mit welchem es nun auch möglich ist, FLARM in Drohnen zu benutzen. Insofern man sein Modellflugzeug bzw. seine Drohne über das TBS-Crossfire-System steuert, weicht es vollautomatisch anderen Teilnehmern im Luftverkehr aus. Diese müssen das FLARM-System natürlich ebenfalls unterstützen.

## FlarmNet
FlarmNet ist eine Community von FLARM-Nutzern und wurde 2007 vom Drittgeräte-Hersteller Butterfly Avionics auftrags FLARM Technology gestartet. FlarmNet stellt eine Datenbank bereit, in welcher die Nutzer die jedem FLARM-Gerät eigene Radio-ID zusammen mit Daten des zugehörigen Flugzeuges abspeichern können. Die Datenbank kann auf der FlarmNet-Webseite heruntergeladen werden und auf kompatiblen Drittgeräten bzw. Software installiert werden. Somit ist eine Zuordnung jener Daten auf die empfangenen FLARM-Geräte möglich, sofern diese bei FlarmNet registriert sind. Aktuell sind bei FlarmNet über 9000 Geräte registriert. Diese Datenbank ist u. a. für Flugplatz-Statistik und -Abrechnungsanwendungen hilfreich, wie auch bei der synthetischen Rekonstruktion von Flugspuren vermisster Flugzeuge.

## Das Protokoll
Das verwendete Protokoll wurde von der Fa. FLARM nicht veröffentlicht und mehrfach geändert. Es basiert u. a. auf einer Verschleierung der Daten durch eine schwache Verschlüsselung mittels XXTEA. Eine wissenschaftliche Studie der ETH Zürich kam zu dem Ergebnis, dass es aus Sicht der Informationssicherheit keinen offensichtlichen Grund mehr für die Verschlüsselung gebe und FLARM nicht sicherer sei als andere bestehende Luftfahrtprotokolle, die von Anfang an ohne kryptographische Sicherheitsmaßnahmen entwickelt wurden.
FLARM nutzt abhängig von der Region unterschiedliche Funk-Frequenzen, in Europa z. B. das SRD 860-Band (868,2 – 868,4 MHz), in Nord- und Südamerika das ISM-Band (902,2 – 927,8 MHz). Das Signal wird Manchester-codiert und per GFSK moduliert. Als Transceiver-Chip kommt der nRF905 von Nordic Semiconductor zum Einsatz. Nachrichten werden ca. einmal pro Sekunde auf zwei unterschiedlichen festen Frequenzen gesendet. Das Datenpaket besteht u. a. aus einer 24-Bit Geräte-Adresse, der per GPS ermittelten Position in Form von Längen- und Breitengrad, der Höhe, Geschwindigkeitsangaben sowie Details zum voraussichtlichen Kurs. Die Nachrichten werden mit dem XXTEA-Algorithmus symmetrisch verschlüsselt, die Schlüssel werden von FLARM zentral verwaltet, das genaue Verfahren wurde mehrfach geändert. Ab 2017 kam ein Verfahren zum Einsatz, bei dem sechs statische Schlüssel mit der Geräte-Adresse und einem UNIX UTC-Zeitstempel verknüpft werden.
Im Frühjahr 2024 wurde das Protokoll wieder geändert, was zu massiven Ausfällen des Live-Trackings im Open-Glider-Network (OGN) führte. Dies beeinträchtigt auch die Flugsicherung, die OGN teilweise nutzt, um Segelflug- und Gleitschirmaktivitäten im Umfeld von einigen Flugplätzen einschätzen zu können.

## Open Anti Collision Protocol (OCAP)
Das Open Anti Collision Protocol (OCAP) ist eine Initiative verschiedener Aviatik-Firmen, ein offenes System zur Kollisionsvermeidung zu entwickeln. Angesichts der wachsenden Bedeutung solcher Systemen im Zusammenhang mit dem zunehmenden Flugverkehr möchte OCAP einen Schritt hin zu einer offenen, interoperablen Lösung erreichen. Dabei ist noch offen, ob OCAP ein eigenes System werden soll oder in bestehende Systeme wie Flarm, ADS-L oder FANET integriert wird. Das Projekt wird finanziert vom Bundesamt für Zivilluftfahrt und drei weiteren Institutionen.

## Safemine
2007 wurden FLARM-Luftfahrtgeräte für den Einsatz in Fahrzeugen in Tagebau-Minen getestet. Daraus entstand die Firma Safemine, die 2014 von Hexagon Mining übernommen wurde und schon über 30.000 Systeme an Tagebau-Minen auf allen Kontinenten verkauft hat. Eine typische Tagebau-Mine hat einige hundert Fahrzeuge im Einsatz, darunter auch Muldenkipper mit Ladekapazitäten über 200 Tonnen.